# Araneus asiaticus
Araneus asiaticus är en spindelart som beskrevs av Bakhvalov 1983. Araneus asiaticus ingår i släktet Araneus och familjen hjulspindlar. Inga underarter finns listade i Catalogue of Life.